# Divan (bestuur)

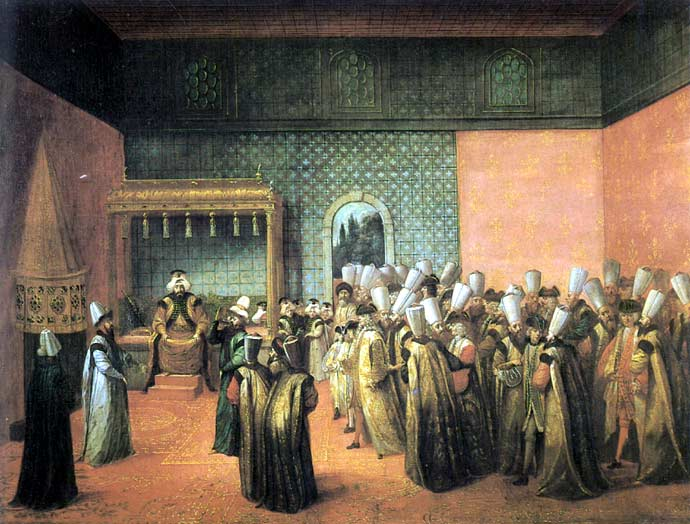
Sultan Ahmed III van het Ottomaanse Rijk ontvangt de Franse ambassadeur in the Diwan-i-Khas op 10 oktober 1724. Schilderij van Jean-Baptiste van Mour

De divan of diwan (Arabisch: ديوان) was een regeringsinstelling of -raad in een aantal islamitische sultanaten, waaronder het Ottomaanse Rijk, het Sultanaat Marokko en het Sultanaat van Java. De woorden divan (in de betekenis van zitmeubel) en douane zijn hiervan afgeleid.
De divan bestond uit de grootvizier en andere viziers (en in het Ottomaanse Rijk soms ook de commandant van de Janitsaren) en bestuurde het land in opdracht van de sultan.

Audience of the Divan. Marana: Espion turc, 1742